# Aura: Maryūinkōga Saigo no Tatakai
"Aura: La última guerra de Koga Maryuin" (AURA ～魔竜院光牙最後の闘い～ Aura: Ma ryū-in-kō kiba saigo no tatakai?) es una novela ligera japonesa escrita por Romeo Tanaka, con ilustraciones de Mebae, publicada por Shogakukan bajo su sello Gagaga Bunko en julio de 2008. Una adaptación de manga de Kōichirō Hoshino fue serializada en la revista Shōnen Sunday S de Shogakukan entre febrero de 2012 y marzo de 2013. Una película de anime elaborada por AIC ASTA fue estrenada en abril de 2013.

## Argumento
Ichiro Sato es un estudiante que ha sufrido el síndrome Chūnibyō, lo que provocó que fuera acosado durante su andadura en el colegio. Ahora en la escuela secundaria, se esfuerza por ser un estudiante normal. Desafortunadamente, su maestro le ha encargado el cuidado de una compañera con un caso similar de delirios.

## Personajes
Ichirō Satō (佐藤 一郎 Satō Ichirō?)
Seiyū: Nobunaga Shimazaki
Protagonista de la historia, es un adolescente que entre sus principales características destacan su simpatía y su carisma. Suele ser tranquilo, pero al encontrarse con Ryoko Sato su vida empieza cambiar. En ciertos momentos, tiene que recordar el pasado que tanto escondía y enfrentarse a él junto al problema actual del acoso sufrido hacia Ryoko.
Ryōko Satō (佐藤 良子 Satō Ryōko?)
Seiyū: Kana Hanazawa
Es una adolescente que padece el síndrome de Chuunibyou y por eso siempre se encuentra vestida de forma peculiar. Siempre lleva un tipo de bastón con una especia de caja en el extremo superior. Se caracteriza por ser introvertida, estar fantaseando con la magia todo el tiempo y ser kudere (estereotipo de personalidad que describe una actitud fría, indiferente o inexpresiva) en ciertas ocasiones.

## Media

### Novela ligera
Aura: Maryūin Kōga Saigo no Tatakai es una novela ligera de 360 páginas escrita por Romeo Tanaka, con ilustraciones de Mebae. Fue publicada el 18 de julio de 2008 por Shogakukan bajo su sello Gagaga Bunko.

### Manga
Una adaptación al manga, ilustrada por Kōichirō Hoshino, fue serializada desde la edición de abril de 2012 por Shogakukan en Shōnen Sunday S hasta la edición de mayo de 2013 de la revista, publicada el 25 de marzo de 2013. Se imprimieron 4 volúmenes de tankōbon entre el 18 de julio de 2012 y el 10 de abril de 2013.

### Anime
Una película de anime, producida por AIC ASTA y dirigida por Seiji Kishi, se estrenó en los cines japoneses el 13 de abril de 2013, y se inauguró en Blu-ray Disc y DVD el 18 de septiembre del mismo año.